# Lusiny
Lusiny (do 1945 r. niem. Losgehnen) – osada w Polsce położona w województwie warmińsko-mazurskim, w powiecie bartoszyckim, w gminie Bartoszyce. W latach 1975–1998 miejscowość administracyjnie należała do województwa olsztyńskiego.
Przez miejscowość przepływa rzeka Pisa Północna, dopływ Łyny.

## Historia
Dawny majątek szlachecki, który w XVIII w. należał do Ciesielskich, a od roku 1821 do rodziny Tischler (z tej rodziny wywodził się ornitolog Friedrich Tischler). W 1889 r. majątek ziemski obejmował 398 ha. Później areał wzrósł do 500 ha i prowadzono w nim głównie hodowle bydła. W 1939 r. we wsi mieszkało 180 osób.
W 1983 r. do wsi administracyjnie wliczany był także przysiółek Pasaria. W tym czasie Lusiny były PGR-em, we wsi było 8 domów ze 116 mieszkańcami, punktem bibliotecznym i elektrycznym oświetleniem ulic.

## Zabytki
- Neoklasycystyczny dwór z XIX w., wybudowany na rzucie prostokąta, parterowy, z dachem dwuspadowym. W elewacji frontowej umieszczony czteroosiowy i dwukondygnacyjny ryzalit, zwieńczony trójkątnym naczółkiem. Otwory okienne w ozdobnych opaskach z tynku. W 2001 r. własność AWRSP.
- Przydworski park o charakterze krajobrazowym.

## Ludzie związani z miejscowością
- Friedrich Tischler, (1881–1945), ornitolog, autor dwóch dzieł o ptakach Prus Wschodnich pt.: "Die Vogel der Provinz Ostpreussen".